# Billy Boy Arnold
Pour les articles homonymes, voir Boy.
Arnold William, dit Billy Boy Arnold, né à Chicago (Illinois) le 16 septembre 1935, est un chanteur et harmoniciste de blues américain.